# Tableau encyclopédique et méthodique

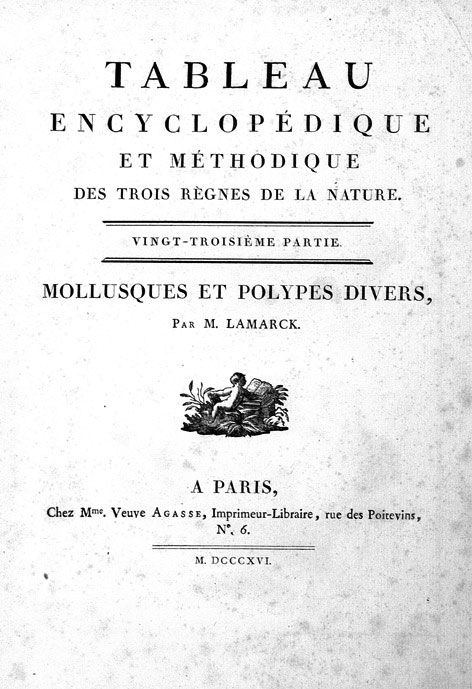
Titelseite

Das Tableau Encyclopédique et Méthodique des trois Règnes de la Nature: vers, coquilles, mollusques et polypes divers war eine illustrierte Enzyklopädie von Pflanzen, Tieren und Mineralien und zeichnete sich vor allem durch die ersten wissenschaftlichen Beschreibungen von vielen Arten und  seine attraktiven Illustrationen aus. Das Werk erschien im Jahre 1788 in Paris bei dem Verleger Charles-Joseph Panckoucke.
Autoren:
- Jean-Baptiste Lamarck zuständig für Pflanzen, Taxonomie
- Pierre Joseph Bonnaterre für Wale, Säugetiere, Vögel, Reptilien, Amphibien, Fische, Insekten
- Louis Pierre Vieillot für Vögel, und den zweiten Band
- Jean Guillaume Bruguière für die Wirbellose